# Raphael Wolf
Raphael Wolf (* 6. Juni 1988 in München) ist ein ehemaliger deutscher Fußballtorwart, der in Deutschland und Österreich insgesamt 152 Erstliga-Spiele absolvierte und dabei 34-mal ohne Gegentor blieb.

## Karriere
Wolf begann beim FC Tegernbach in Pfaffenhofen an der Ilm mit dem Fußballspielen. Später ging er zum MTV Pfaffenhofen und zum FSV Pfaffenhofen. Mit 15 Jahren wechselte er zur SpVgg Unterhaching und zum 1. Juli 2004 in die B-Jugend des Hamburger SV. Er erhielt beim HSV einen Vertrag über drei Jahre. Vor der Saison 2007/08 beorderte ihn der damalige Trainer Huub Stevens in den Profikader. Zudem kam er in dieser Saison zu 25 Einsätzen für die zweite Mannschaft des HSV in der viertklassigen Regionalliga Nord.
In der Sommerpause 2009 wechselte Wolf vom HSV zum österreichischen Bundesligisten Kapfenberger SV. Der Transfer erfolgte im Rahmen einer Kooperation der beiden Vereine. Sein Profidebüt gab er am 18. Juli 2009 in der ersten Runde der Saison 2009/10 bei einer 0:1-Heimniederlage gegen SV Ried, wobei er die gesamte Spieldauer das Tor hütete. Am Ende der Saison 2011/12 stieg er mit den Kapfenbergern als Tabellenletzter der Bundesliga in die Erste Liga ab.
Zur Saison 2012/13 verpflichtete der SV Werder Bremen Wolf. Nachdem er im ersten Jahr nicht zum Einsatz gekommen war, gab er am 30. November 2013 sein Ligadebüt beim 4:4 im Spiel bei der TSG 1899 Hoffenheim. In der Rückrunde der Saison 2013/14 löste er Sebastian Mielitz als Stammtorwart der Bremer ab. In der Hinrunde 2014/15 war Wolf die unumstrittene Nummer eins im Tor der Bremer, geriet jedoch wegen seiner Leistungen – er hatte zeitweise die schlechteste Statistik aller Bundesliga-Stammtorhüter – immer wieder in die Kritik.
Auch weil mit Richard Strebinger und Raif Husić nur zwei unerfahrene Ersatztorhüter zur Verfügung standen, bemühte sich Werder in der Winterpause um einen neuen Torwart. Der Wunschkandidat Felix Wiedwald erhielt von seinem Verein Eintracht Frankfurt keine Freigabe und konnte erst für den folgenden Sommer verpflichtet werden. Kurzfristig lieh Werder den eben von Hoffenheim nach Wolfsburg gewechselten Koen Casteels aus. Zwar war dieser zunächst als Ersatztorwart eingeplant, dennoch löste er Wolf im Laufe der Rückrunde als Stammtorwart ab.
Nachdem in der Sommerpause 2015 die Leihe von Casteels geendet war, kam schließlich Wiedwald nach Bremen. Das Trainerteam legte sich zunächst nicht auf einen Stammtorhüter fest, sondern rief einen „offenen Kampf“ um den Platz als Stammtorhüter aus. Wegen einer Hüftverletzung verpasste Wolf jedoch den Großteil der Vorbereitung, so dass Wiedwald zum Start der Saison 2015/16 zum Stammtorhüter wurde. Nach mehreren Operationen konnte er zu Beginn der Saison 2016/17 wieder trainieren, doch spielte er in der Kaderplanung des SV Werder keine Rolle mehr. Sein Vertrag beim SV Werder lief zum Saisonende aus.
Am 12. Juni 2017 unterschrieb er einen Einjahresvertrag bei Fortuna Düsseldorf. Zunächst als Ersatz hinter Michael Rensing in die Saison 2017/18 gestartet, stand Wolf ab dem 4. Spieltag in allen Spielen seiner Mannschaft zwischen den Pfosten, da sich sein Torwartkollege im Heimspiel gegen den 1. FC Kaiserslautern eine langwierige Rippenverletzung zugezogen hatte. Im April 2018 verlängerte er seinen Vertrag bis 2021. Am Saisonende stieg er mit der Fortuna als Zweitligameister in die Fußball-Bundesliga auf. Allerdings saß er nur in den ersten drei Spielen auf der Bank, weil ihn dann eine Viruserkrankung außer Gefecht setzte. Aufgrund der Folgen dieser Erkrankung stand er nur in einem Bundesligaspiel im Kader. Am Saisonende stieg Düsseldorf wieder in die zweite Liga ab. Ab der Saison 2020/21 war er wieder einsatzfähig und etatmäßige Nummer zwei hinter Florian Kastenmeier. Sein im Sommer 2023 auslaufender Vertrag wurde nicht verlängert.
Nach rund acht Monaten ohne Verein gab Wolf Mitte März 2024 das Ende seiner aktiven Laufbahn bekannt. „Es ist an der Zeit, mein Körper macht nicht mehr mit“, begründete er seine Entscheidung, die „schwer zu akzeptieren“ sei. Wolf betonte, in Zukunft abseits des Platzes weiterhin im Fußball tätig sein zu wollen.

## Privat
Nach dem Mittleren Schulabschluss begann Wolf eine Berufsausbildung zum Erzieher in einem Kindergarten, die er jedoch nach einigen Monaten abbrach.
Wolf ist geschieden und Vater eines Kindes.